# Rödskär (vid Berghamn, Korpo)
För andra betydelser, se Rödskär.
Rödskär är en ö i Finland. Den ligger i Skärgårdshavet och i kommunen Pargas i landskapet Egentliga Finland, i den sydvästra delen av landet. Ön ligger omkring 64 kilometer sydväst om Åbo och omkring 200 kilometer väster om Helsingfors.
Öns area är 6,3 hektar och dess största längd är 410 meter i öst-västlig riktning. Ön höjer sig omkring 10 meter över havsytan.